# Жарков, Дмитрий Сергеевич
Дмитрий Сергеевич Жарков (24 сентября 1924, Верхнеудинск, Бурят-Монгольская АССР, СССР — 9 июля 1993, Москва, Россия) — советский библиотековед, библиотечный деятель, историк книги, преподаватель. Заслуженный работник культуры РСФСР (1975), декан, проректор.

## Биография
Родился 24 сентября 1924 года в Верхнеудинске в семье рабочего. После окончания средней школы в связи с началом ВОВ ушёл добровольцем на фронт и направлен в Забайкальское военно-пехотное училище в должности курсанта, однако во время прохождения службы он заболел и был демобилизован. После демобилизации работал военным руководителем в одной из средних школ, а впоследствии инструктором по ВФП в Наркомпросе Бурятской АССР. В 1944 году он решил связать свою жизнь с Москвой и переехал туда, где поступил в МГБИ, который он окончил в 1948 году. После окончания института переехал в Улан-Удэ и занимал должность инспектора библиотек Управления по делам культурно-просветительских учреждений при Совмине Бурятской АССР. В 1950-е годы занимал должности заместителя директора, затем директора Республиканкой библиотеки имени А. М. Горького. В 1960 году устроился на работу в Восточно-Сибирский библиотечный институт, где он занимал должности преподавателя, декана и проректора. Данные должности он занимал вплоть до 1962 года. В 1962 году его вызвали в Москву, и тот с радостью отправился туда, где в 1963 году устроился на работу в МГБИ и преподавал вплоть до 1964 года. В 1965 году устроился на работу в ГПНТБ, где он заведовал научно-методическим отделом, а также являлся главным библиотекарем и работал вплоть до 1967 года. В 1967 году был избран директором Республиканской центральной библиотеки для слепых, данную должность он занимал вплоть до 1985 года. С 1985 году на пенсии, но в 1989 году устроился на работу в ГБЛ, где занимал должность научного сотрудника сектора истории книги, библиотечного дела и библиотграфии.
Скончался 9 июля 1993 года в Москве после долгой и тяжёлой продолжительной болезни.

## Научные работы
Основные научные работы посвящены демократическим традициям в истории сибирских библиотек, а также их роли в социально-демократическом движении. Автор ряда научных работ.
- Внёс значительный вклад в формирование системы библиотечно-библиографического и информационного обслуживания незрячих.